# Der Weltfriedensvertrag
Die Veröffentlichung Der Weltfriedensvertrag enthält und kommentiert Briefe, die ʿAbdul-Bahāʾ, der Sohn des Stifters des Bahaitums, kurz nach dem I. Weltkrieg an die „Zentralorganisation für einen dauernden Frieden“ nach Den Haag geschickt hat. Die Briefe ʿAbdul-Bahāʾs konzentrierten sich darauf, die Inhalte der Lehren seines Vaters, Bahāʾullāh, an die gesamte Menschheit weiterzugeben, Menschen aus allen Gesellschaftsschichten in Diskussionen über den Weltfrieden einzubeziehen, ein Gefühl der persönlichen Verantwortung für die Voraussetzungen des Friedens zu wecken und zu fördern und das weltweite Bewusstsein nicht nur für die Erfordernisse, sondern auch für die Möglichkeit und Unvermeidbarkeit des Friedens zu schärfen. Seine Bemühungen unterstützten auch den Diskurs über das Wesen der sich entwickelnden internationalen Strukturen, – wie des Völkerbundes – die zur Erhaltung des Friedens notwendig sind.
Der iranische Bahai und Esperantist Ahmad Yazdānī hatte von der Gründung der „Zentralorganisation für einen dauernden Frieden“ erfahren und in seinem Schreiben an diese Organisation die Prinzipien des Bahaitums dargelegt und auf ʿAbdul-Bahāʾ verwiesen. Mitglieder der Zentralorganisation schrieben daraufhin am 11. Februar 1916 einen Brief an ʿAbdul-Bahāʾ. Bedingt durch den Ersten Weltkrieg erhielt er diese Anfrage erst 1919. Briefe früheren Datums, auf die in diesem Schreiben Bezug genommen wurden, erreichten ihn nicht.
Die Briefe sind eine allgemeine Antwort auf die Argumente nicht nur der Empfänger, sondern auch verschiedener Friedensaktivisten, mit denen er bei seinen Reisen nach Europa und den Vereinigten Staaten zum Teil persönlich Kontakt hatte. „Die Zentralorganisation für einen dauernden Frieden“ wurde 1915 in Den Haag gegründet und ist die bedeutendste private Friedensinitiative internationalen Zuschnitts während des I. Weltkriegs. Sie löste sich mit der Gründung des Völkerbunds auf.

## Brief an die Zentralorganisation für einen dauernden Frieden, vom 17. Dezember 1919
In der Einleitung des Briefes an die Zentralorganisation betont der Autor, dass nach den Gräueltaten des I. Weltkrieges, die Notwendigkeit eines Weltfriedens allgemein gesehen wird. Allerdings verlange die Umsetzung des Friedens, dass bestimmte einheitliche Werte allgemein anerkannt und angenommen werden. Nur wenn die Menschen sich diese Werte zum persönlichen Anliegen machten, könnten sie ihre Wirkung im Friedensprozess entfalten. Es folgt eine ausführliche Darstellung derjenigen Bahai-Lehren, die ʿAbdul-Bahāʾ als Voraussetzung für das Erreichen eines dauerhaften Weltfriedens betrachtet, wie zum Beispiel soziale Gerechtigkeit oder tatsächliche Gleichberechtigung aller Menschen und von Frauen und Männern, insbesondere und weitere. Entsprechend stellt er fest, dass der Weltfriede sich nicht auf rein politischer Ebene realisieren lasse. Ohne Annahme und Verinnerlichung der genannten menschlichen Werte sei der Friede nicht zu erreichen. Damit vertritt der Autor ein positives Friedenskonzept.
Anschließend erläutert er konkrete Vorstellungen, wie Institutionen nach den Schriften des Bahaitums strukturiert sein sollten, die den Weltfrieden sichern sollen. Auch wenn er die Errichtung des Völkerbundes befürwortet, sieht er diese Institution nicht in der Lage, den Weltfrieden zu sichern.

## Anhang zum ersten Brief an die Zentralorganisation für einen dauernden Frieden
Dieses Schreiben wurde während des I. Weltkriegs verfasst und dem Brief an die „Zentralorganisation für einen dauernden Frieden“ beigefügt. Darin prangert ʿAbdul-Bahāʾ die Gräuel des Krieges an. Diese Situation kontrastiert er mit den menschlichen Werten, wie Mitleid, Treue, Vertrauenswürdigkeit oder Freigebigkeit, deren Anerkennung und Verinnerlichung er zum Erreichen des Weltfriedens für notwendig erachtet. Er fordert die Leserinnen und Leser dazu auf, sich für diese Werte einzusetzen und die Lehren Bahāʾullāhs zu verbreiten.

„Ruft deshalb die Menschheit vor Gott und ladet sie ein, dem Beispiel der himmlischen Heerscharen zu folgen. Seid der Waise ein liebevoller Vater, eine Zuflucht dem Hilflosen, ein Schatz dem Armen, dem Kranken Heilung. Seid jedem Opfer der Unterdrückung ein Helfer, ein Beschützer dem Beladenen. Denkt zu allen Zeiten daran, wie ihr jedem Glied der Menschheit einen Dienst erweisen könnt. Schenkt Abneigung und Zurückweisung, Geringschätzung, Feindseligkeit und Ungerechtigkeit keine Beachtung: Tut das Gegenteil. Seid aufrichtig freundlich, nicht nur dem Anschein nach.“

## Zweiter Brief an die Zentralorganisation für einen dauernden Frieden, vom 1. Juli 1920
Als Antwort auf das Schreiben der Zentralorganisation vom 12. Juni 1920 verfasst ʿAbdul-Bahāʾ einen zweiten Brief. Darin betont er, wie wichtig der Weltfrieden für den Fortschritt der Menschheit sei. Um diesen Frieden zu errichten, bedürfe man einer starken Gesinnung. Letztlich geht der Autor der Briefe davon aus, dass nur „die Macht des Wortes Gottes und die Bestätigungen des Heiligen Geistes“ in der Lage seien, den Weltfrieden zu errichten und zu erhalten.